# Neslihan
Neslihan ist ein türkischer weiblicher Vorname arabisch-türkisch-persischer Herkunft mit der Bedeutung „adlig, vornehm“.

## Namensträgerinnen
- Neslihan Arın (* 1994), türkische Badmintonspielerin
- Neslihan Asutay-Effenberger (* 1959), türkische Byzantinische Kunsthistorikerin
- Neslihan Atagül (* 1992), türkische Schauspielerin
- Neslihan Demir (* 1983), türkische Volleyballspielerin
- Neslihan Kılıç (* 1993), türkische Badmintonspielerin